# Mirta Miller
Pour les articles homonymes, voir Miller.
Mirta Miller, née le 16 août 1948 à Buenos Aires (Argentine), est une actrice argentine.
Elle est connue pour avoir joué le rôle d'Amelia Garontes, l'amante du père des trois fillettes, dans Cría cuervos (1976) de Carlos Saura.

## Biographie
Mirta Miller est apparue dans plus de 65 films depuis 1961.

## Filmographie partielle

### Au cinéma
- 1962 : Huis clos de Tad Danielewski
- 1971 : Una chica casi decente (en)
- 1972 : Vente a ligar al Oeste  de Pedro Lazaga
- 1972 : Dr. Jekyll y el Hombre Lobo (en)
- 1973 : La chica del Molino Rojo
- 1973 : La Vengeance des zombies (La rebelión de las muertas) de León Klimovsky
- 1973 : Les Amazones font l'amour et la guerre (Le Amazzoni - Donne d'amore e di guerra) d'Alfonso Brescia
- 1974 : Le Grand Amour du comte Dracula (El gran amor del conde Drácula)
- 1975 : Chats rouges dans un labyrinthe de verre (Gatti rossi in un labirinto di vetro) d'Umberto Lenzi
- 1975 : Le Blanc, le Jaune et le Noir (Il bianco, il giallo, il nero ) de Sergio Corbucci
- 1976 : Cría cuervos de Carlos Saura : Amelia Garontes (la mère)
- 1976 : The Legion Like Women (en)
- 1977 : Doña Perfecta (en)
- 1979 : Le Chasseur de monstres (Il cacciatore di squali) d'Enzo G. Castellari
- 1981 : L'ultimo harem  de Sergio Garrone
- 1984 : Bolero de John Derek